# Kiel, Wisconsin
Kiel är en stad (city) i Calumet County, och Manitowoc County, i Wisconsin i USA. Vid 2010 års folkräkning hade Kiel 3 738 invånare.